# Sneha Jawale
Sneha Jawale (nascida em 1977, na Índia) é uma assistente social e ativista indiana pela visibilidade da violência contra a mulher.

## Vida pessoal
Sneha Jawale sofreu abuso contínuo de seu marido, que cresceu em intensidade ao longo dos anos. Em dezembro de 2000, seu marido a borrifou com querosene e ateou fogo, queimando seu rosto. Ele argumentou que o dote que ela havia recebido era insuficiente. Além disso, ele levou seu filho. Do hospital, Sneha explicou o ocorrido aos pais, que não queriam que ela denunciasse o marido. A partir deste momento, Sneha Jawale refez a sua vida trabalhando em diferentes trabalhos onde não tinha de mostrar o rosto, como lendo cartas do tarot e escrevendo livros.

## Ativismo
Doze anos depois, Sneha Jawale decidiu relatar o que tinha vivido e, para superar seus medos, em 2012 ela participou de uma peça chamada Nirbhaya, que é o nome da vítima de um estupro coletivo ocorrido em Delhi. De 2012 a 2016, ela encenou a peça para quebrar o silêncio sobre a violência contra a mulher. Graças ao seu trabalho, muitas mulheres resolveram denunciar casos semelhantes.

## Reconhecimento
Em 2022, Sneha Jawale foi reconhecida pela BBC como uma das 100 mulheres mais inspiradoras do mundo.